# 北九州リハビリテーション学院
北九州リハビリテーション学院（きたきゅうしゅうリハビリテーションがくいん）とは、福岡県京都郡苅田町にある学校法人戸早学園が設置する専修学校。略称北リハ。隣に北九州保育福祉専門学校が隣接する。

## 沿革
- 2003年4月 - 北九州リハビリテーション学院開校。理学療法学科、作業療法学科。

## 設置学科
- 理学療法学科（昼間部・3年制　1学年定員40名）
- 作業療法学科（昼間部・3年制　1学年定員40名）

## 所在地
- 〒800-0343 福岡県京都郡苅田町上片島1575